# Emma Island, Antarktis
Emma Island, Antarktis är en ö i Antarktis. Den ligger i havet utanför Västantarktis. Argentina, Chile och Storbritannien gör anspråk på området.